# Jewell Caples
Jewell (poznata kao Ju-L, rođena Jewell Caples, 196?) R&B je pjevačica koja je bila potpisala za Death Row Records od 1992. do 1996. godine. Najviše je surađivala s Dr. Dreom i Snoop Doggom.

## Diskografija

### Kao Jewell Caples
- 1987 : Bobby Jimmy And The Critters - Back And Proud
  - "Plastic Women - Plastic Man"
  - "Bobby Jimmy You A Fool"
  - "Mickey's Rapp"
- 1991 : Jimmy Z  - Muzical Madness
  - "Evil"
  - "Muzical Madness"
- 1992 : The Poetess - Simply Poetry
  - "Let It Move U"

### Kao Jewell
- 1991 : NWA - "Niggaz4Life"
  - "I'd Rather F_ck You"her name was not published
- 1992 : Deep Cover soundtrack
  - "Love Or Lust" (solo)
  - 1992"Crazy Love Affair"(Solo Unreleased)
- 1992 : Dr. Dre - The Chronic
  - "Fuck With Dre Day (And Everybody's Celebratin')"
  - "Let Me Ride"
  - "Let Me Ride" (11 minute Extended Remix, new vocals)
  - "The Doctor's Office"
  - "The Roach" (The Chronic Outro)
  - "Bitches Ain't Shit"
- 1993 : Snoop Doggy Dogg - Doggystyle
  - "Who Am I (What's My Name)"
  - "Gin And Juice"
- 1994 : Marky Mark & Prince Ital Joe - Life In The Streets
  - "Love Of A Mother"
- 1994 : Above the Rim soundtrack
  - "Gonna Give It To Ya" (duet with Aaron Hall)
  - "It's Not Deep Enough" (solo)
- 1994 : Snoop Dogg - Murder Was the Case soundtrack
  - "Harvest For The World" (solo)
  - "What Would U Do?"
  - "Woman To Woman" (solo); # 72 US
- 1996 : O.F.T.B. - (not on album) (released in OFTB's 2007 album The The Missing D.R. Files)
  - "Check Yo Hood"
- 1996 : 2Pac - All Eyez On Me
  - "Thug Passion"
  - "Holla At Me"
- 1996 : Various - Death Row Greatest Hits
  - "Let Me Ride (remix)" (alternate vocals)
  - "Fuck with Dre Day (remix)" (solo)
- 1997 : Gridlock'd soundtrack
  - "Body And Soul" by O.F.T.B.
- 1997 : L.A. Nash - Make Me or Break Me
  - "It's about time"
- 1999 : Suge Knight Represents: Chronic 2000
  - "Stand Strong" (Tha Realest featuring Danny Boy & Jewell)
  - "I'm Comin' Home" (Tha Realest featuring Jewell)
- 1999 : Snoop Dogg - No Limit Top Dogg
  - "Just Dippin'"
- 2000 : K-Ci & JoJo - X
  - "Get Back"
- 2000 : Tru-Life featuring Prodigy & Kool G Rap
  - "When Your a Thug"
- 2000 : Roger Troutman II - Second Coming
  - "We Love you Roger"
- 2001 : Redman - Malpractice
  - "Dat Bitch" (feat. Missy Elliot)
- 2001 : Playa Hamm - Layin Hands
  - "Da Curbs"
- 2003 : Benzino - Redemption
  - "X Tra Hot" (feat. Daz Dillinger)
- 2006 : Tha Realest - Witness Tha Realest MixTape
  - "Street Lyfe" (feat. C-Bo)

### Kao Jewell Peyton
- 2001 : Jake Steed - Jake Steeds Latest & the Greatest
  - "Think About These Nutz!"
- 2001 : 2Pac - Until the End of Time
  - "Thug N U Thug N Me" (Unreleased Original Version)
- 2001 : Won-G - No Better Than This
  - "I Love TNO"

### Kao Ju-L
Yomo and Maulkie - 4 the Love Of $
- 2002 : IV Life Family - "IV Life X-Mas Song" feat. Ju-L (Free Digital Download)
- 2003 : 4Life Undergrounds 'vol 1' (Free Digital Download)
  - "What Now?"
- 2003 : IV Life Family Mixtape Vol. 1.4 (Free Digital Download)
  - "Cali Swangin'"
- 2003 : Vol: 2 Tha New Breed
- 2004 : Bottom of the 9th: GAME OVER
  - "Big Daddy" by Too Cool, Young Buc
- 2005 : IV Life Records & Tha Eastsidaz - Deuces, Tray's and Fo's
  - "Roll Out"
  - "We Don't Love You No Mo'"
- 2006 : Amir - Lyrical Terrorism
  - "Burnin'"

### Ostalo
- Kurupt Ft. Jewell - "I Don't Bang No More" (neobjavljeno)
- Jewell feat. Snoop Dogg - "Smokin Enough Bud" (unreleased, partially on Tha Doggfather)
- Big Boy Drop (with IV Life)
- Steve Harvey Radio Drop (with IV Life)

2Pac ft Jewel- "Too Tight" (unreleased) Ghostwritten for Mc Hammer, for his unreleased debut Death Row Records album, Too Tight. 
- O.F.T.B. - Check Ya Hood